# Berwinkel (Osterwieck)

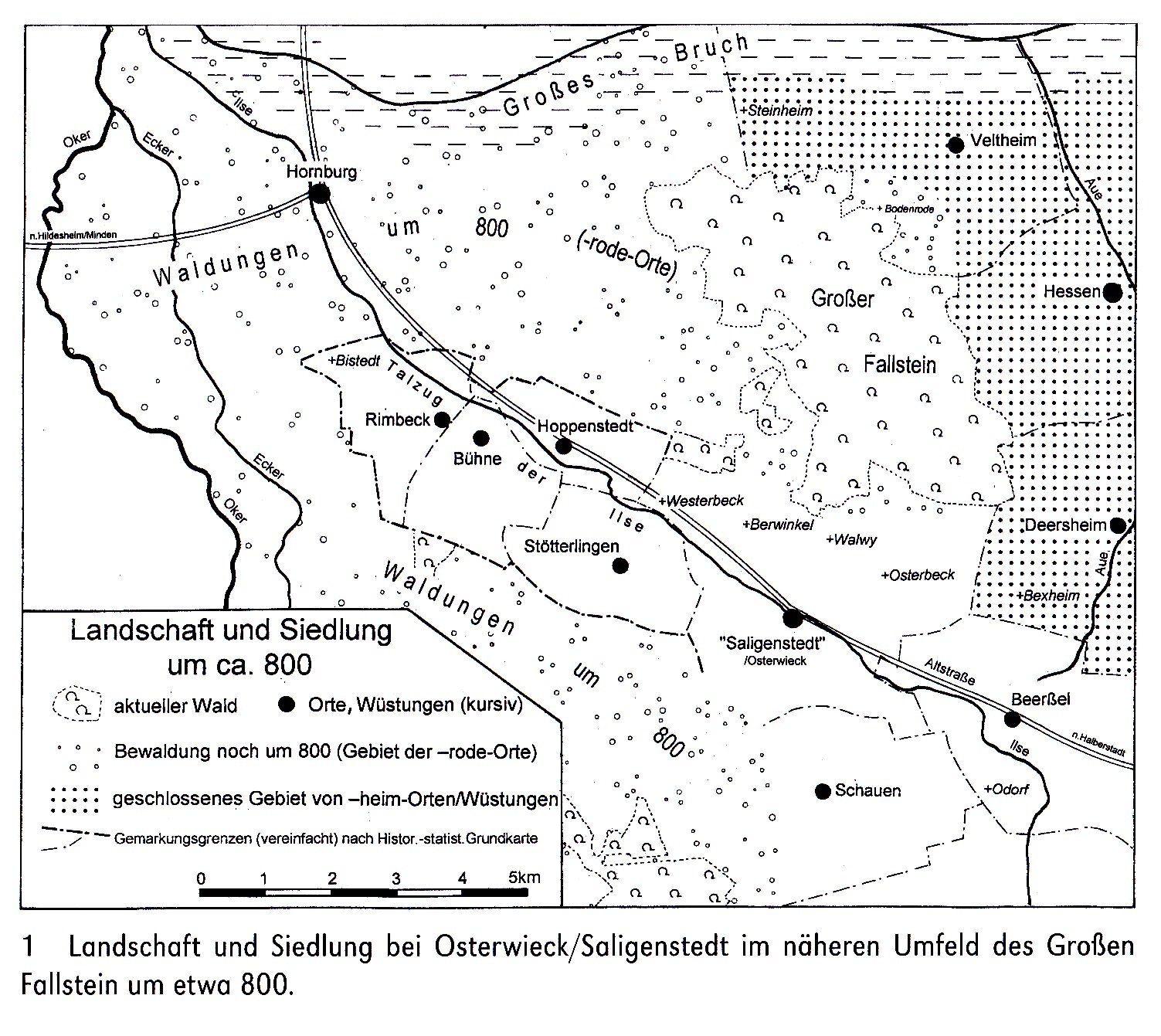
Osterwieck und Umgebung um 800

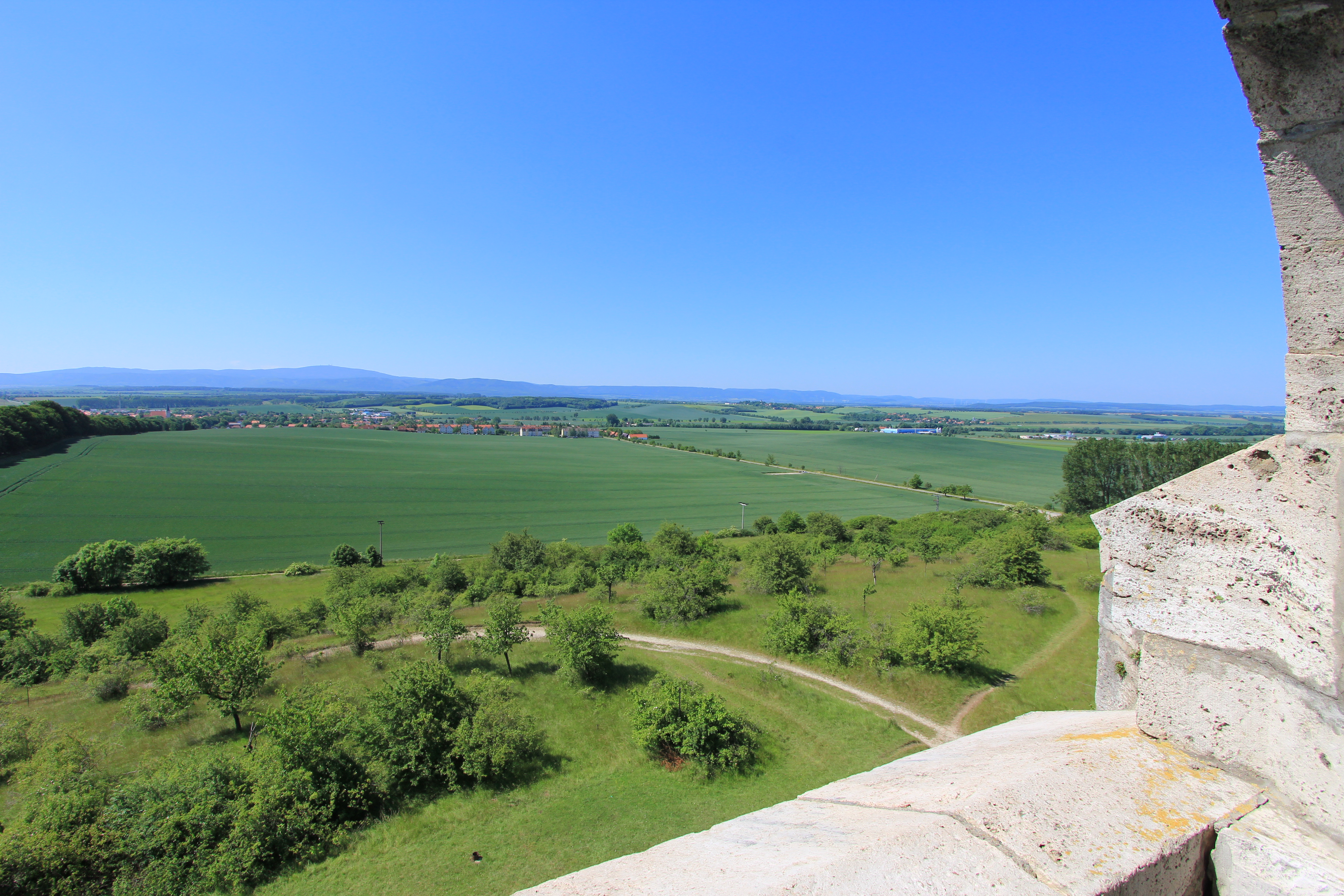
Altflur Dorf Berwinkel am Fallstein

Berwinkel ist eine Wüstung am Fallstein bei Osterwieck, Landkreis Harz, Sachsen-Anhalt. Der Ort lag an der Ilseniederung und wurde erstmals im Jahr 1262 als Kirchdorf Berewinkele urkundlich erwähnt. Er fiel wüst um 1400.

## Geschichte
Das Kirchdorf Berwinkel (gegr. um 800 als Rodungsdorf) befand sich am südlichen Ausläufer des Großen Fallsteins (Flurname Barwinkel), nördlich von Osterwieck, in der Nähe des Bismarckturms am Kirchberg. Anfang des 20. Jahrhunderts fand ein Bauer auf der Altflur des Dorfes Mauerreste, die späteren archäologischen Untersuchungen blieben aber ergebnislos. Die Feldmark bzw. Altflur des Dorfes (ca. 3,5–4,5 km²), reichte im Süden bis zum Rand der Ilseniederung an die Stadtgrenze von Osterwieck, im Osten und Westen an die Grenzen der ebenfalls wüst gewordenen Dörfer Walwy und Westerbeck.
Der Ortsname entstammt älteren Sprachperioden und so kann eine heutige Deutung mit Beeren oder Bär nicht überzeugen. In Köblers Altsächsischem Wörterbuch wird das Bestimmungswort bere als Baum, Wald oder Hain, das Grundwort winkil als Winkel oder Ecke bezeichnet. Die Namenkundler Udolph und Flöer vermuten in bere auch ein altes Wort für Wald. Die Lage des ehemaligen Dorfes bestätigt diese Vermutung und somit kann der Name als „Waldwinkel“ gedeutet werden.
Mit dem Ort verbunden sind „die Herren von Berwinkel, die sich nach einem jetzt wüsten Dorfe Berwinkel unfern Osterwiek nannten und in der Mark Brandenburg, im Magdeburgischen und an der Ohre vorkommen und besonders um Letzlingen reichen Güterbesitz erwarben.“ Nachgewiesene Pfarrer (Pleban) zu Berwinkel waren: Johann von Dreileben (bis 1303), Guncelinus (1312 erwähnt) und Ermbrecht (1334 erwähnt). Zuletzt lebte Johannes von Berwinkel († 1356) auf dem Stammsitz seiner Familie. Nach dem Tod der Witwe von Johannes, übereignete Bischof Ludwig 1359 dem Kloster Waterler zwei Hufen in Berwinkel und belehnte 1360 übriges an die Familie von der Gowische bis der Ort wüst fiel.